# Badmintonnationalmannschaft von Bangladesch
Die Badmintonnationalmannschaft von Bangladesch (bengalisch বাংলাদেশ জাতীয় ব্যাডমিন্টন দল) repräsentiert Bangladesch in internationalen Badmintonwettbewerben. Es gibt separate Nationalmannschaften für Junioren, Damen, Herren und gemischte Teams. Das Nationalteam repräsentiert die Bangladesh Badminton Federation.

## Wettbewerbe von Badminton Asia
Gemischtes Team U19
| Jahr | Resultat     |
| ---- | ------------ |
| 2009 | Gruppenphase |
| 2010 | Gruppenphase |

## Südasienspiele
Herrenteam
| Jahr | Resultat      |
| ---- | ------------- |
| 2004 | Viertelfinale |
| 2006 | Viertelfinale |
| 2010 | 3. Platz      |
| 2016 | 3. Platz      |
| 2019 | Viertelfinale |
| 2023 | qualifiziert  |

Damenteam
| Jahr | Resultat      |
| ---- | ------------- |
| 2004 | Viertelfinale |
| 2006 | Viertelfinale |
| 2010 | 3. Platz      |
| 2016 | 3. Platz      |
| 2019 | Viertelfinale |
| 2023 | qualifiziert  |

## Nationalspieler
Herren
- Gourab Singha
- Titon Ali
- Wafi Uddin
- Mohammad Salman Khan
- Shuvo Khandaker
- Mohammad Abdula Hamid Lukman
- Tushar Krishna Roy
- Syed Saker Mohammad Sibgat Ullah

Damen
- Shalpa Akter
- Shalpa Sultana
- Alina Sultana
- Rehana Khatun
- Bristi Khatun
- Urmi Akter
- Dulali Haldar